# درازکلا
درازکلا، روستاییست از توابع بخش بابل‌کنار شهرستان بابل در استان مازندران ایران.

## جمعیت
این روستا در دهستان درازکلا قرار دارد و براساس سرشماری مرکز آمار ایران در سال ۱۳۸۵، جمعیت آن ۱۲۲۶ نفر (۳۵۸خانوار) بوده‌است.
این روستا از سال 1318 دارای دبستان بوده (دبستان پهلوی)و اکثر روستاییان در آن روستا دارای سواد خواندن و نوشتن می‌باشند.

## مهاجرت
جمعیت عظیمی از این روستا در طی سی سال گذشته به دلایل مختلف اعم از کسب علم و دانش، تجارت، دلایل قومی و ... به بابل، تهران و حتی خارج از کشور مسافرت نموده‌اند.

## بنای تاریخی
امامزاده علی و آستانهٔ مبارکهٔ حضرت سید جعفر الدین  ، هفت آبشار و ... در این روستا قرار دارد و سالیانه افراد بسیاری برای زیارت ، سیاحت و مطالعات تاریخی و تفریحی به این اماکن سفر می نمایند.   

## نگارخانه

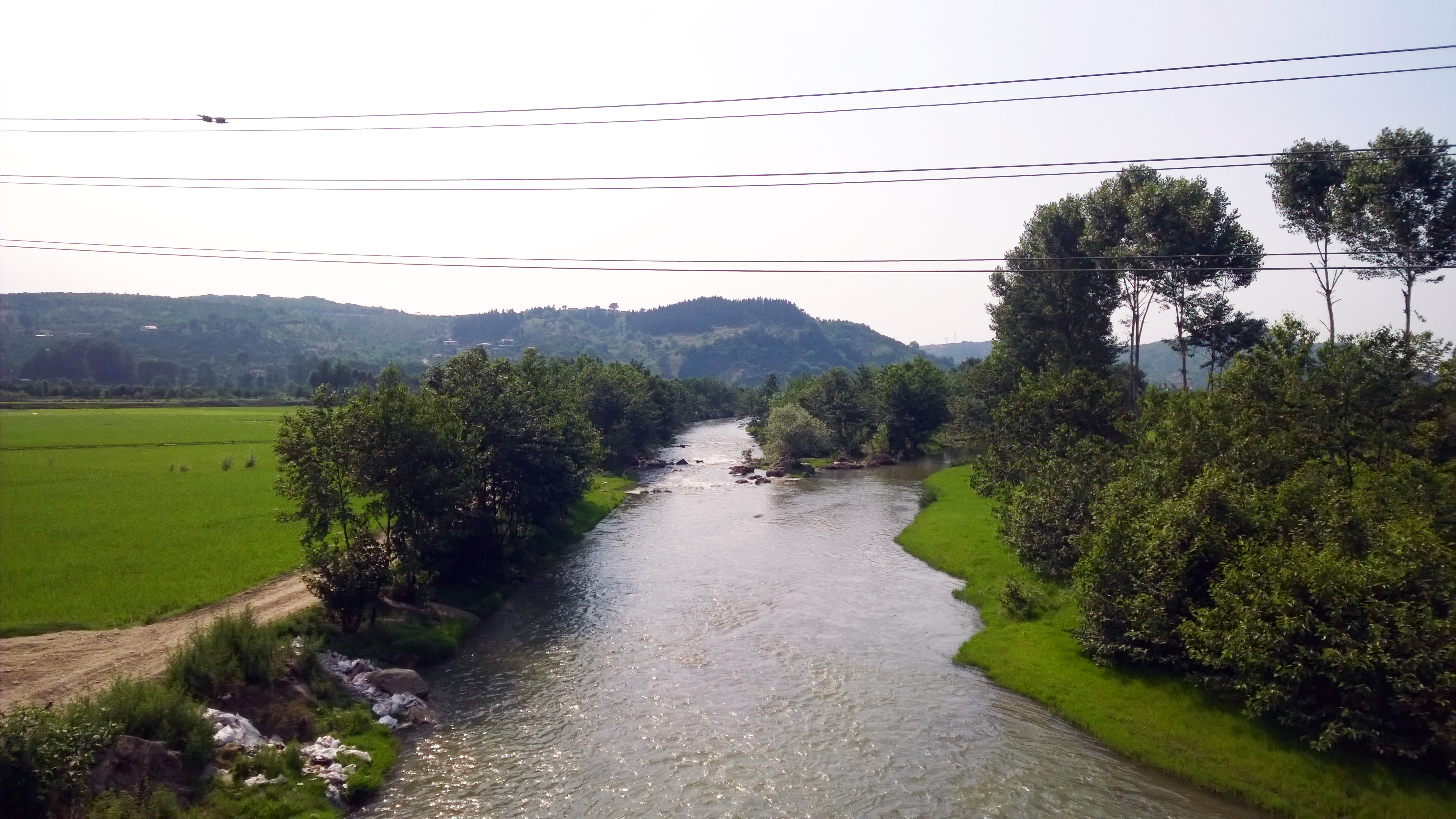
تصویری از رودخانه بابلرود
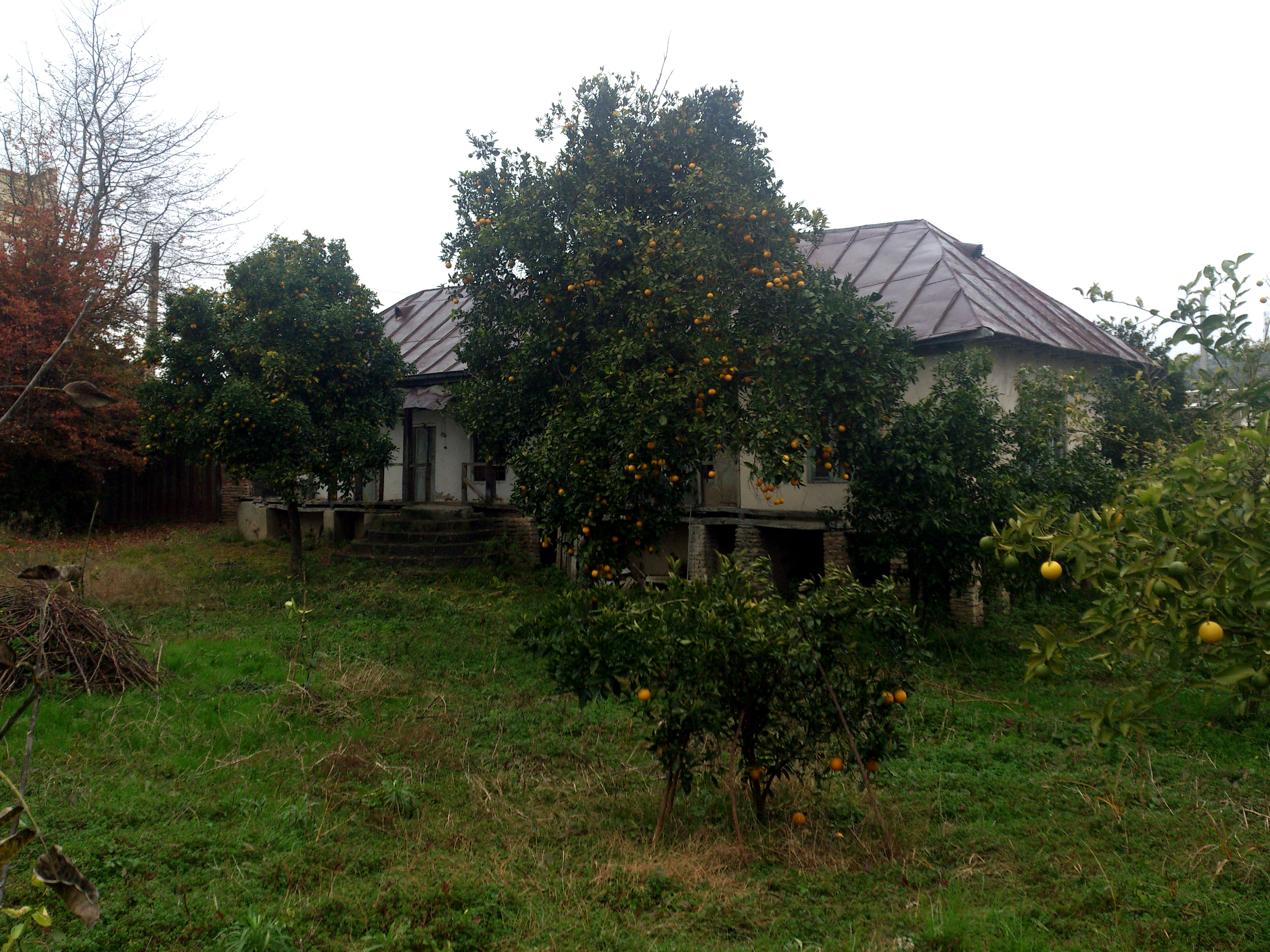
تصویری از خانه ای قدیمی متعلق به میرزا غلامعلی محضری
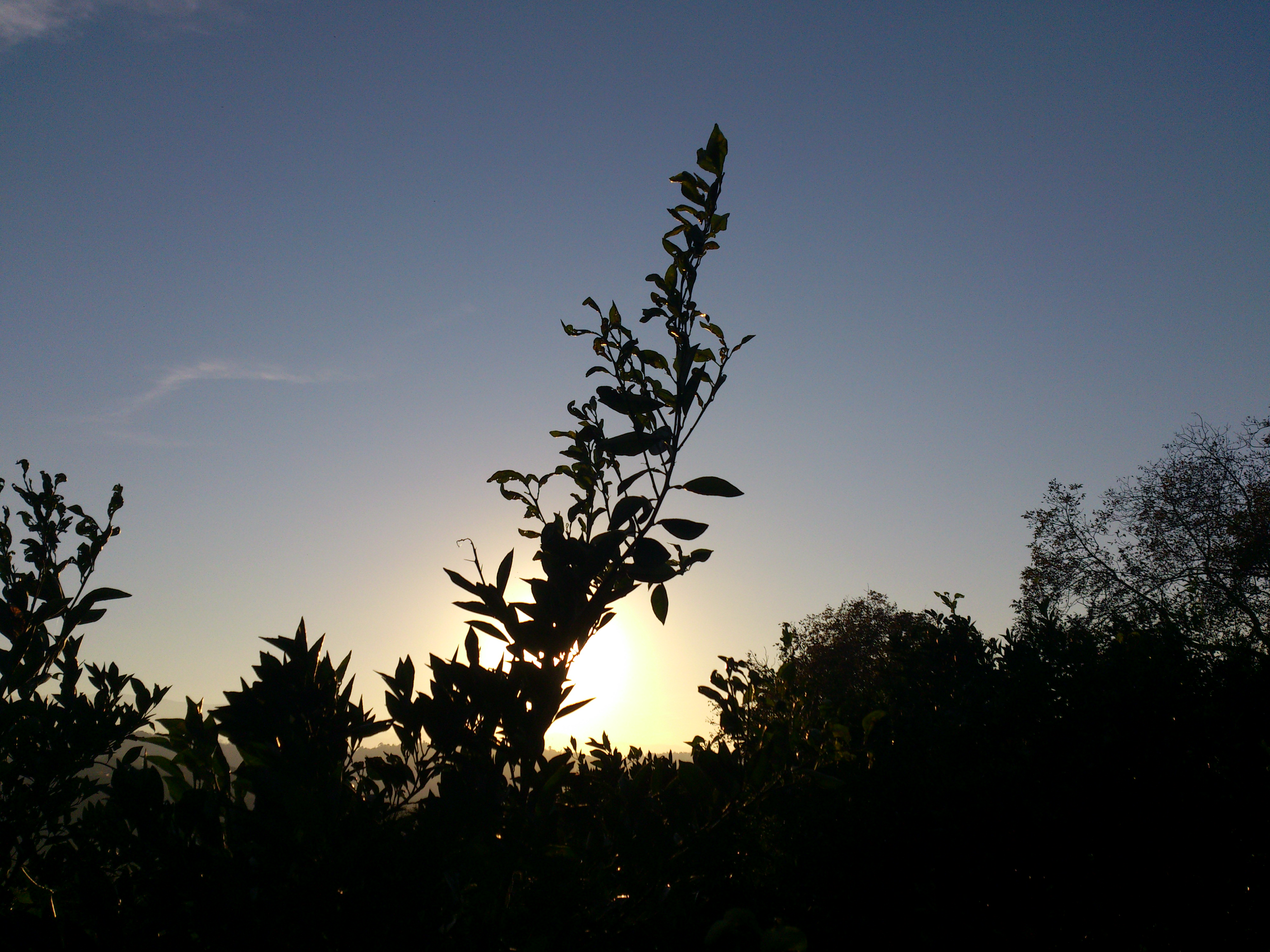
نمایی از غروب آفتاب
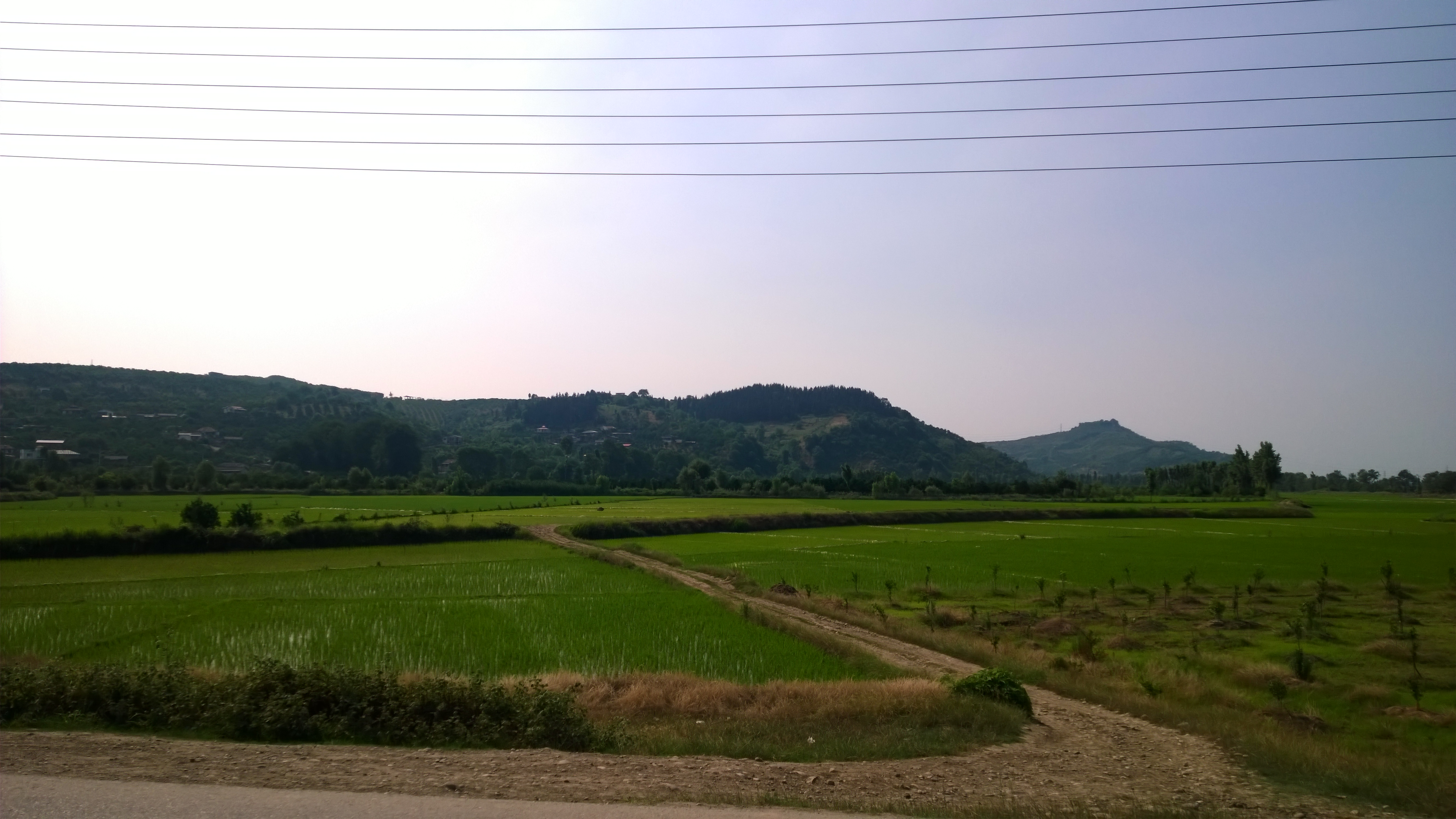
نمایی از شالیزار برنج
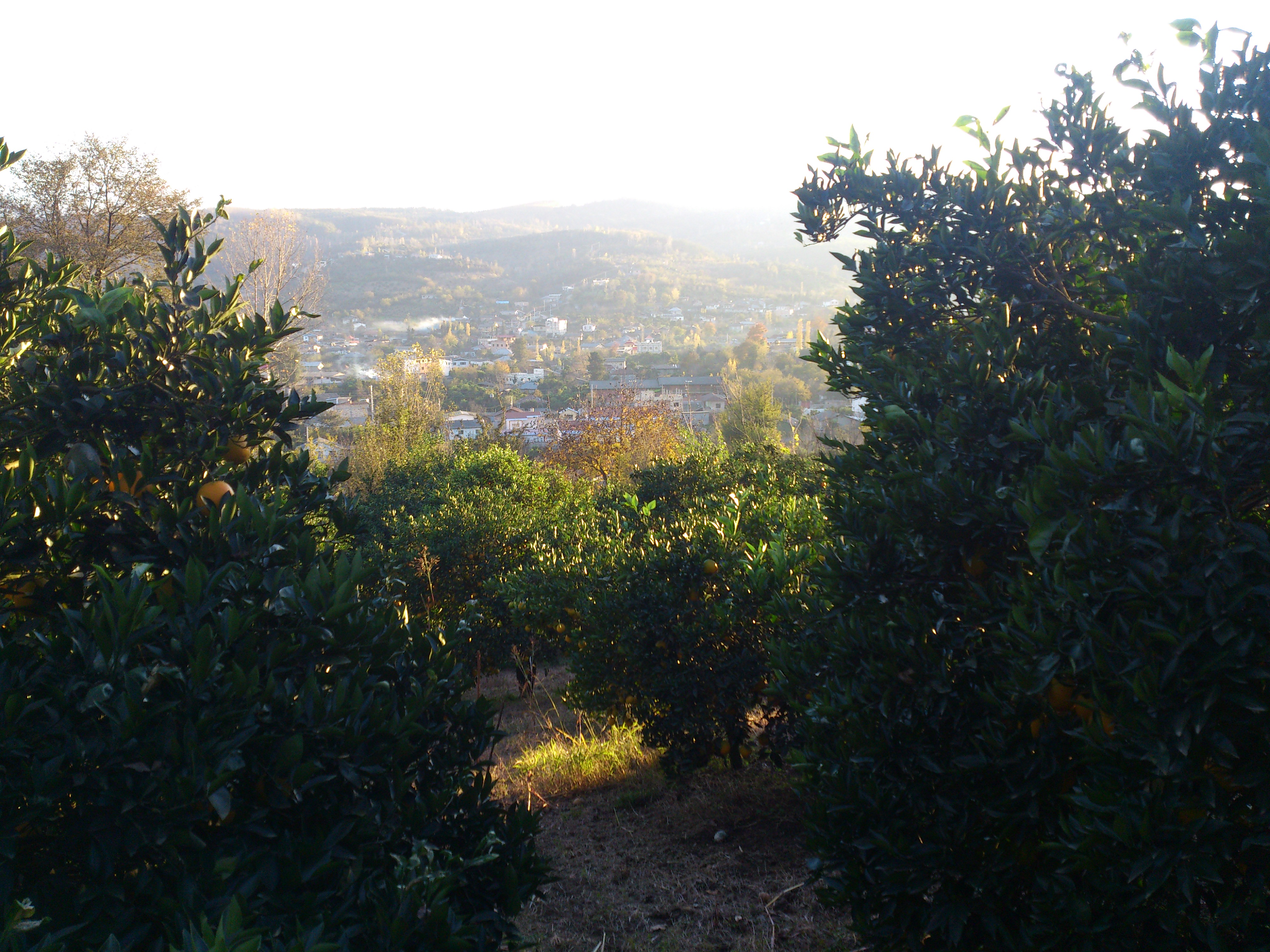
دورنمایی از روستا از فراز تپه رش کش
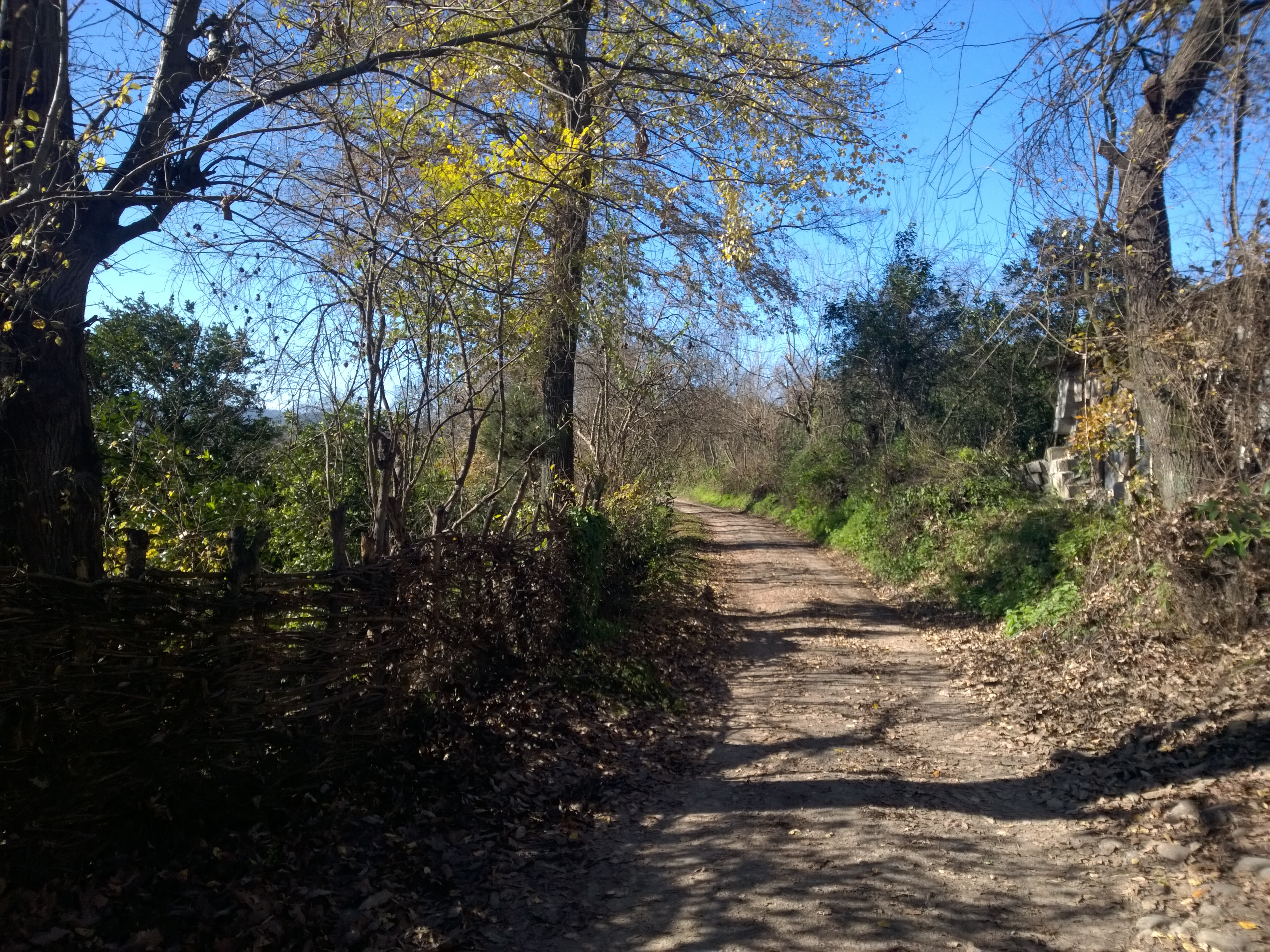
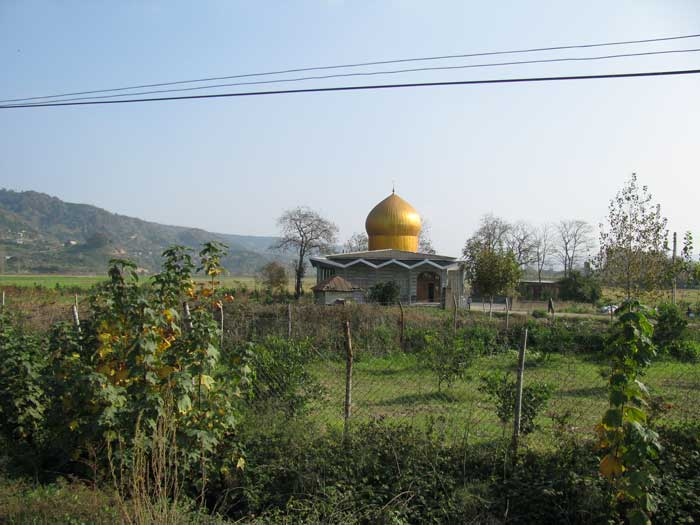
آستانه مبارکه امامزاده علی